# Alberto Brasca
Alberto Brasca (Budrio, 25 maggio 1943 – Firenze, 20 febbraio 2023) è stato un politico e dirigente sportivo italiano, ex presidente della provincia di Firenze e poi presidente nazionale della Federazione Pugilistica Italiana.

## Biografia
Da giovane è pugile dilettante nella categoria dei pesi welter.
Impegnato in politica con il Partito Comunista Italiano. Dal 1983 è dirigente dello staff del presidente della Regione Toscana Gianfranco Bartolini. Nel 1985 viene eletto presidente della provincia di Firenze, rimanendo in carica fino alle elezioni del 1990. Dal 1986 è anche presidente dell'Unione delle province d'Italia. Dopo la svolta della Bolognina confluisce nel Partito Democratico della Sinistra.
Dal 1995 al 1999 è vicesindaco di Firenze con delega allo sport sotto la giunta di Mario Primicerio, poi con i Democratici di Sinistra dal 1999 al 2004 è presidente del Consiglio comunale fiorentino.
Parallelamente alla politica ha portato avanti l'impegno come dirigente sportivo nel pugilato, ricoprendo anche la carica di presidente nazionale della Federazione Pugilistica Italiana dal 2013 al 2016.
Muore il 20 febbraio 2023, all'età di 79 anni.